# Rendez-vous Streets – Pritchard et Lo
Albums de Bill Pritchard
Midland Lullabies
(2019) Bill Pritchard Sings Poems by Patrick Woodcock
(2023)
Rendez-vous Streets – Pritchard et Lo est le 11e album studio enregistré par Bill Pritchard, coécrit, co-composé, produit et arrangé par Frédéric Lo et sorti en 2019.

« Bill Pritchard dedicates this album to Chloe and Alice. »

## Titres
Toutes les chansons sont écrites et composées par Bill Pritchard et Frédéric Lo.
| Production, arrangements et ingénierie : Frédéric Lo. | Production, arrangements et ingénierie : Frédéric Lo. | Production, arrangements et ingénierie : Frédéric Lo. | Production, arrangements et ingénierie : Frédéric Lo. | Production, arrangements et ingénierie : Frédéric Lo. | Production, arrangements et ingénierie : Frédéric Lo. | Production, arrangements et ingénierie : Frédéric Lo. | Production, arrangements et ingénierie : Frédéric Lo. | Production, arrangements et ingénierie : Frédéric Lo. | Production, arrangements et ingénierie : Frédéric Lo. |
| No                                                    | Titre                                                 | Durée                                                 |                                                       |                                                       |                                                       |                                                       |                                                       |                                                       |                                                       |
| ----------------------------------------------------- | ----------------------------------------------------- | ----------------------------------------------------- | ----------------------------------------------------- | ----------------------------------------------------- | ----------------------------------------------------- | ----------------------------------------------------- | ----------------------------------------------------- | ----------------------------------------------------- | ----------------------------------------------------- |
| 1.                                                    | Diggins for Diamonds                                  | 2:13                                                  |                                                       |                                                       |                                                       |                                                       |                                                       |                                                       |                                                       |
| 2.                                                    | In Shibuya                                            | 3:19                                                  |                                                       |                                                       |                                                       |                                                       |                                                       |                                                       |                                                       |
| 3.                                                    | Ton innocence                                         | 2:55                                                  |                                                       |                                                       |                                                       |                                                       |                                                       |                                                       |                                                       |
| 4.                                                    | Luck (en duo avec Étienne Daho)                       | 3:12                                                  |                                                       |                                                       |                                                       |                                                       |                                                       |                                                       |                                                       |
| 5.                                                    | Magic Mountain                                        | 2:03                                                  |                                                       |                                                       |                                                       |                                                       |                                                       |                                                       |                                                       |
| 6.                                                    | Palace of Dreams                                      | 3:41                                                  |                                                       |                                                       |                                                       |                                                       |                                                       |                                                       |                                                       |
| 7.                                                    | Arts and Crafts                                       | 3:22                                                  |                                                       |                                                       |                                                       |                                                       |                                                       |                                                       |                                                       |
| 8.                                                    | Always                                                | 2:35                                                  |                                                       |                                                       |                                                       |                                                       |                                                       |                                                       |                                                       |
| 9.                                                    | Hey Mimsey                                            | 3:21                                                  |                                                       |                                                       |                                                       |                                                       |                                                       |                                                       |                                                       |
| 10.                                                   | Rendez-vous Streets                                   | 3:37                                                  |                                                       |                                                       |                                                       |                                                       |                                                       |                                                       |                                                       |
| 26:41                                                 |                                                       |                                                       |                                                       |                                                       |                                                       |                                                       |                                                       |                                                       |                                                       |

## Crédits

### Musiciens
- Guitare : Frédéric Lo
  - Guitare additionnelle : François Poggio[Note 2]
- Guitare basse : Frédéric Lo
- Claviers : Frédéric Lo
- Omnichord : Frédéric Lo
- Cristal Baschet : Frédéric Lo
  - Bashet additionnel : Tommaso Cappellato[1]
- Percussions : Frédéric Lo
  - Percussions additionnelles : Tommaso Cappellato
- Cordes/arrangements : Frédéric Lo
  - Cordes sur Luck : Valentine Duteil[2] et Frédéric Lo
- Batterie : Tommaso Cappellato
- Chœurs : Frédéric Lo

### Production
- Enregistrement : 
  - Par Frédéric Lo au studio Question de Son (Paris)
  - Par Thibault Javoy et Xavier Veilham au studio Venezia (Venise)
- Mixage par François Delabrière au studio Saint-Germain (Paris)
- Mastering par Pieter De Wagter à l'Equus Studio (Bruxelles)
- Direction artistique : Guillaume Depagne
- Photos : Nicolas Despis
- Design et infographie : Yannick Le Vaillant
- Label : Water Music[Note 3] (CD réf. WM00006CD)
- Édition : DR et Water Music
- Durée : 26:41
- Sortie : 8 novembre 2019

## Genèse
- La Croix — « Rendez-vous Streets, une belle traversée pop transmanche »[3] : « Bill Pritchard et Frédéric Lo, un Anglais, un Français, deux orfèvres de la pop, qui se croisent depuis 15 ans et ont fini, comme « une évidence » selon leurs mots, par signer ensemble Rendez-vous Streets, majestueux album. […]
« On s'est rencontrés quand Frédéric faisait Crèvecoeur [l'album qui a relancé Daniel Darc en 2004, ndlr], on se retrouvait à la pause café, on prenait un verre, on a réalisé qu'on avait beaucoup en commun musicalement », raconte Bill, qui avait lui-même travaillé avec Darc à la fin des annéesl 1980[Note 4].
Mais il faudra attendre leurs retrouvailles autour d'un concert en 2016 pour qu'un projet d'album naisse. Et sorte ce vendredi. Bill, chapeau noir et lunettes à verres fumés bleus, s'exprime majoritairement en anglais, mais avec des incursions en français, lui qui enseigna la langue de Molière et continue à donner des cours à « des élèves en difficulté, des autistes » en Angleterre.
Il y a trente ans, Bill enregistrait Three Months, Three Weeks and Two Days, avec Étienne Daho comme producteur, autre Français anglophile, album touchant réédité le 25 octobre. Et cette fois, Daho pose sa voix sur Luck, un titre de Rendez-vous Streets. Une boucle est bouclée. […]
« Quand on a rencontré Étienne Daho, il a trouvé évident qu'on travaille ensemble, Bill et moi, c'est un beau cadeau qu'il nous fait », savoure Frédéric, tout de noir vêtu. […]
Au regard de leur complicité, on croit Frédéric quand il dépeint un album « fait très facilement, de façon spontanée, fluide ». « Je pensais avoir deux-trois mélodies à lui proposer, mais dans mon ordinateur, j'en avais 10-12, et il m'a dit qu'il aimait tout (rires) », expose Frédéric, 55 ans, dont les yeux brillent quand il évoque le texte et la voix de Bill sur Magic Mountain. »

## Accueil
- L4L (Lust for Live)[4] : « Les textes et la musique de Pritchard et Lo présentent déjà les caractéristiques qui en font à la fois le charme et sa force d’abondance. Des paroles qui chantent un quotidien, vivant, marqué par la douceur des matins brumes grises et la vigueur des soirs au ciel rouge-orangé. Avec leurs compositions si sobres parfois qu’elles en deviennent poésie empreinte d’esprits du passé ou du présent, Daniel Darc, Étienne Daho en premier. Ce type de narration hallucinante, reflète aussi notre époque, d’un Baudelaire désabusé cherchant l’aboutissement d’un destin inachevé.
Après des projets très divers, aux styles riches et variés, Bill Pritchard, Frédéric Lo signent ensemble un ouvrage unique, au-delà des clivages musicaux du commun ou des modes ils façonnent la musique comme des artisans de la beauté. […]
L’album commence par une note plutôt sombre avec Digging for Diamonds qui est sans doute là leurs appropriations d’un « Spleen et Idéal » des plus séduisant. Le mélodique In Shibuya fait quant à lui la part belle au charme et à la volupté, jusqu’aux questionnements mélancoliques de Ton innocence sous des airs de « shadowland » d’une légèreté à l’évasion exquise.
La sagesse de Luck sur une thématique poétique éternelle, la voix familière d’Étienne Daho s’invite à la danse, évoquant immanquablement le tout aussi magnifique Sometimes de 1989[5], pas de « come-back » pour autant, la finesse lumineuse des deux arts se conjugue avec l’expériences de leurs talents respectifs « You’ll be always welcome here with me, To celebrate the ordinary »[Note 5]… On trouve également quelques morceaux plus minimalistes, Palace of Dreams, Arts and Crafts, Hey Mimsey marqués d’une certaine magie à la pureté feutrée. Les dix morceaux de ce recueil recèlent bien d’autres bonnes surprises, à vous de les découvrir… »

## Vinyle promotionnel
Un 45 tours simple baptisé Pritchard et Lo a été édité le 27 juin 2019 en 500 exemplaires et comportant les titres Digging for Diamonds (face A) et Magic Mountain (face B), une promotion de la collection « agnès b. aime la musique » (Water Music, réf. 949).